# آدام گروس
آدام گروس (انگلیسی: Adam Gross؛ زادهٔ ۱۶ فوریهٔ ۱۹۸۶) بازیکن فوتبال اهل بریتانیا است.
از باشگاه‌هایی که در آن بازی کرده‌است می‌توان به باشگاه فوتبال چارلتون اتلتیک، باشگاه فوتبال دارتفورد، باشگاه فوتبال لیترهید، باشگاه فوتبال ویموث، باشگاه فوتبال تاروک، باشگاه فوتبال ولینگ یونایتد، باشگاه فوتبال بارنت، باشگاه فوتبال اریث و بلودر، و باشگاه فوتبال گرایس اتلتیک اشاره کرد.
وی همچنین در تیم‌های ملی فوتبال ولز، England C national football team، و ولز بازی کرده‌است.